# Sawaslejka
Sawaslejka (ros. Саваслейка) – wieś (sieło) w Rosji, w obwodzie niżnonowogrodzkim, w rejonie kulebackim. W 2021 liczyła 1848 mieszkańców.